# Karen Parshall
Karen Virginia Hunger Parshall (* 7. Juli 1955 in Virginia Beach; geborene Karen Virginia Hunger) ist eine US-amerikanische Mathematikhistorikerin.

## Leben
Karen Parshall studierte Romanistik (Französisch) und Mathematik an der University of Virginia, wo sie 1978 ihren Master-Abschluss in Mathematik machte. Danach promovierte sie 1982 in Geschichte (Mathematikgeschichte) an der University of Chicago bei dem Historiker Allen G. Debus (1926–2009) und dem Mathematiker Israel Herstein. Das Thema ihrer Dissertation war die Geschichte der Algebren-Theorie insbesondere bei Joseph Wedderburn (The contributions of J. H. M. Wedderburn to the theory of algebras, 1900–1910). 1982 bis 1987 war sie Assistant Professor am Sweet Briar College und 1987/88 an der University of Illinois at Urbana-Champaign. Seit 1988 unterrichtet sie Wissenschaftsgeschichte, Mathematik und speziell Mathematikgeschichte an der University of Virginia, wo sie seit 1988 Assistent Professor, seit 1993 Associate Professor und seit 1999 Professor ist. Sie war unter anderem Gastwissenschaftler an der Australian National University in Canberra und an der École des Hautes Etudes en Sciences Sociales (1985).
Parshall befasste sich vor allem mit der Entwicklung der Mathematik in den USA seit dem 19. Jahrhundert (insbesondere der Chicagoer Schule mit zum Beispiel Leonard Dickson, die einen wesentlichen Impuls durch Kontakte zu deutschen Mathematikern wie Felix Klein zur Zeit der Weltausstellung 1893 erhielt) und mit der Geschichte der Algebra. Sie gab die Korrespondenz von James Joseph Sylvester bei Oxford University Press heraus und schrieb dessen Biographie.
1996/97 war sie Guggenheim Fellow. 1994 war sie Invited Speaker auf dem Internationalen Mathematikerkongress (ICM) in Zürich (Mathematics in National Contexts (1875–1900): An International Overview). Seit 2002 ist sie korrespondierendes Mitglied der Pariser Académie internationale d’histoire des sciences. 1996 bis 1999 war sie Herausgeber bei der Zeitschrift Historia Mathematica. Sie war im Leitungsgremium der History of Science Society und von 1998 bis 2001 der American Mathematical Society (AMS), deren Fellow sie ist.

## Schriften
- Eliakim Hastings Moore and the Founding of a Mathematical Community in America, 1892–1902, Annals of Science 41, 1984, S. 313–333; wieder abgedruckt in Peter Duren (Herausgeber): A Century of Mathematics in America. Part II, AMS History of Mathematics 2, Providence 1989, S. 155–175 (bei AMS Books Online: Teil Chicago)
- Joseph H. M. Wedderburn and the Structure Theory of Algebras, Archive for History of Exact Sciences 32, 1985, S. 223–349
- The Art of Algebra from al-Khwarizmi to Viète: a Study in the Natural Selection of Ideas, History of Science 26, 1988, S. 129–164
- Toward a History of Nineteenth-Century Invariant Theory, in David E. Rowe, John McCleary (Herausgeber): The History of Modern Mathematics Band 1, Academic Press, Boston 1989, S. 157–206[4]
- mit David E. Rowe: American Mathematics Comes of Age: 1875–1900, in Peter Duren (Herausgeber): A Century of Mathematics in America. Part III, AMS History of Mathematics 3, 1989, S. 3–28 (bei AMS Books Online: Teil The Nineteenth Century; bei Google Books)
- mit David E. Rowe: The Emergence of the American Mathematical Research Community 1876–1900: J. J. Sylvester, Felix Klein, and E. H. Moore, AMS/LMS History of Mathematics 8, Providence/London 1994
- James Joseph Sylvester: Life and Work in Letters, Oxford University Press, 1998
- mit Adrian C. Rice (Herausgeber): Mathematics Unbound: The Evolution of an International Mathematical Research Community, 1800–1945, AMS/LMS History of Mathematics 23, 2002
- James Joseph Sylvester: Jewish Mathematician in a Victorian World, Johns Hopkins University Press, Baltimore 2006, ISBN 0-8018-8291-5
- mit Jeremy J. Gray (Herausgeber): Episodes in the History of Modern Algebra (1800–1950), AMS/LMS History of Mathematics 32, Providence/London 2007 (Konferenz am MSRI 2003)
- Perspectives on American Mathematics, Bulletin AMS, Band 37, 2000, S. 381–405
- mit Victor J. Katz: Taming the Unknown: A History of Algebra from Antiquity to the Early Twentieth Century, Princeton University Press 2014